# Ruma
Ruma (srbskou cyrilicí Рума, maďarsky Árpatarló) je město v Srbsku, přesněji Vojvodině (v historické oblasti známé jako Srem, na západě země). Je centrem samosprávného okruhu. Podle sčítání lidu v roce 2011 zde žilo 29 969 obyvatel.

## Přírodní poměry
Město je situováno mezi pohořím Fruška Gora a řekou Sávou v nadmořské výšce 111 m n. m. Je umístěno v rovinaté krajině (tzv. Sremská terasa), která se směrem na sever postupně zvedá a po cca 10 km přechází ve zmíněné pohoří. Jediným vodním tokem, který přes Rumu prochází, je říčka Borkovačka reka. Na ní se nachází umělá vodní nádrž (Borkovačko jezero). Ruma je vzdálena 33 km jižně od Nového Sadu a 63 km severozápadně od Bělehradu.

## Název
Předpokládá se, že název města je nejspíše tureckého původu, nicméně může být i mnohem starší. Není nikterak spojen se slovanskými jazyky z oblasti. Předpokládá se, že vychází z tureckého označení pro obecně křesťanské oblasti (srov. s regionem Rumélie v dnešním Bulharsku). Poprvé je název v dnešní podobě doložen v tureckém defteru z let 1566/1567. Maďarský název pochází podle zde pěstovaného[zdroj?] ječmene (maďarsky árpa).

## Historie

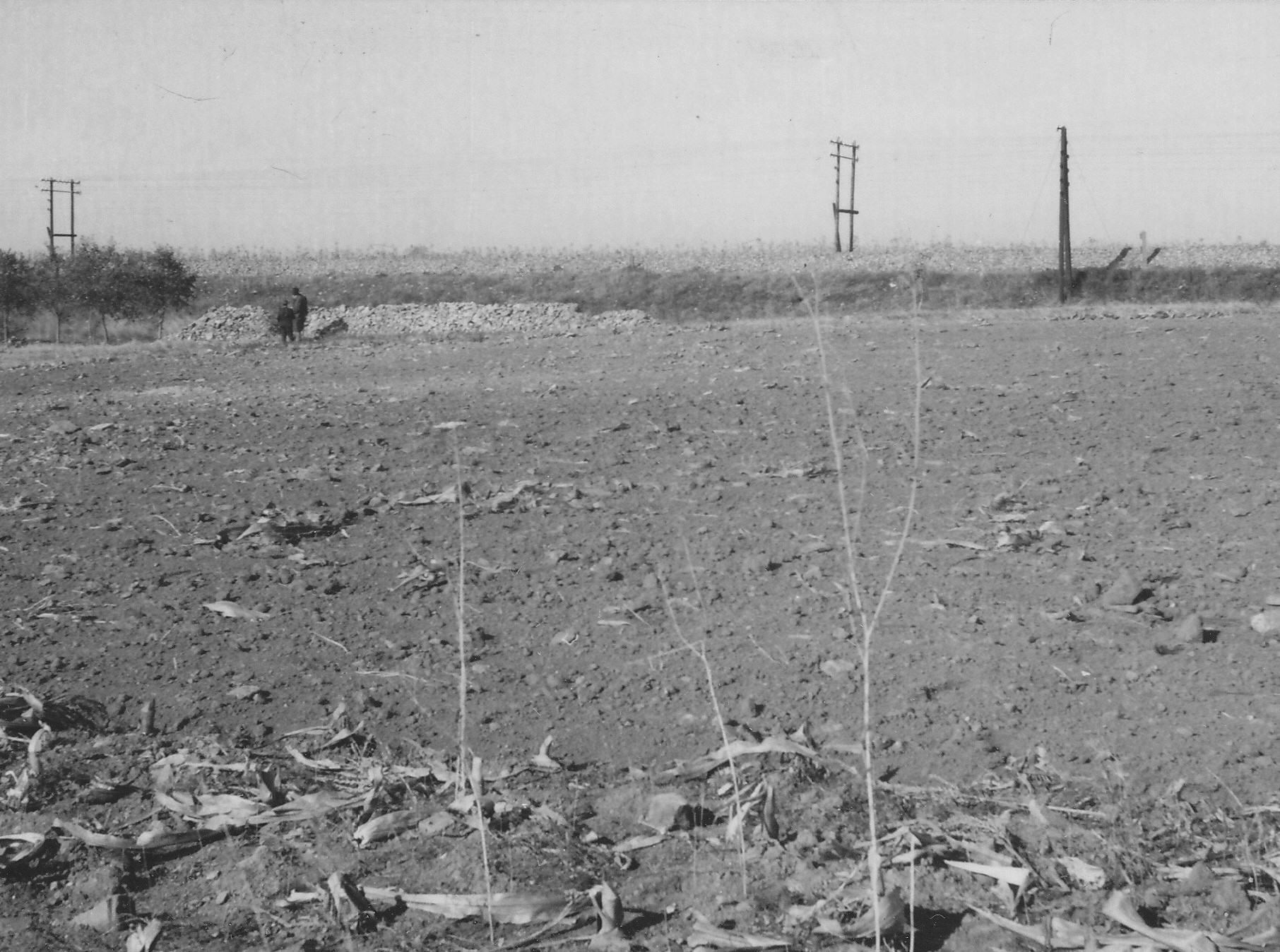
Archeologická lokalita Solnok u Rumy v roce 1966

Město vzniklo zhruba deset kilometrů od římské osady Bassianae. Ta se rozvíjela jako jedna z větších v římské provincii Panonia secunda až do doby, než byla vyplněna Huny v 5. století. Po nějakou dobu byla ještě součástí Byzantské říše.
První písemná zmínka o městě s názvem Árpatarló (dnes používaný maďarský název) pochází z roku 1324. Od počátku 16. století bylo součástí Osmanské říše. V této době zde bylo již pravoslavné obyvatelstvo, napočítáno bylo 49 domů. Na počátku 17. století se zde nacházel turecký vojenský tábor. Od roku 18. století bylo součástí Habsburské monarchie, v rámci níž bylo připojeno k Slavonii. Po nějakou dobu hranice s Osmanskou říší probíhala přímo v blízkosti města Ruma (tzv. Marsilijeva linie), na hranici jejího katastru. Město zůstalo ještě v turecké části. V roce 1718 se stabilizovala na linii řek Sávy a Dunaje a město Ruma se stalo součástí Habsburské monarchie.
V rámci Uherska bylo součástí tzv. Vojenské hranice. Protože ta byla pustá, snažila se rakouská císařská vláda o obnovu osídlení ve válkou zničené krajině. Proto byla lokalita dosídlena, a to pravoslavným (srbským) obyvatelstvem. Přišli také Němci (z okolí Řezna) a příslušníci dalších národů Habsburské monarchie. Vznik sídla se pojí se šlechticem Markem Pejčajevićem, který na svých pozemcích svolil k rozšíření původního sídla. Stejně jako jiná v té době vznikající v oblasti dnešní Vojvodiny, resp. Sremu, byla Ruma realizována jako město s pravoúhlou uliční sítí. Ještě před vznikem nového sídla byla provedena řada terénních prací, vysoušeny močály a různé nerovnosti v terénu. Nová Ruma (ve srovnání se Starou Rumou) vyrostla na druhém břehu říčky Borkovačka reka. Pravoslavný kostel sv. Mikoláše (srbsky Crkva svetog Nikole) nicméně existoval ještě předtím, neboť první písemný záznam o něm pochází z roku 1731. Pejačajević dal městu Chartu svobod a různých výsad (chorvatsky Povelja slobode i raznih pogodnosti, díky níž se město ukázalo být atraktivní pro řadu lidí. Každý rok si město volilo svého starostu, střídali se zástupci různých národností.
V roce 1749 byl Rumě udělen status svobodného města s právem každoročně pořádat několik trhů a také nedělní trh. Tradice trhů od této doby pokračuje až do 21. století. První škola, která zde fungovala při pravoslavném kostele, zahájila výuku roku 1756. Původní kostel sv. Mikuláše byl doplněn chrámem nanebevzetí Páně, dokončeným v roce 1761. Od roku 1762 začala do Rumy být doručována pravidelně pošta. Dostavníky sem směřovaly na lince z Osijeku přes Vukovar a dále do Sremské Mitrovice a Zemunu. Protože počet obyvatel stále nedosahoval potřebných hodnot, učinil Marko Pejčajević ještě jeden apel, v rámci něhož přišla v 80. letech 18. století poslední vlna německých kolonistů do Rumy. Jednalo se zhruba o pět se rodin. Podmínky byly tehdy kruté, několik stovek lidí nepřežilo zimu a někteří odešli a později založili jinou ves (Bački Jarak). Na závěr 18. století zasáhla region rozsáhlá epidemie moru, která se nicméně městu Ruma vyhnula. Místní se pokusili pomocí dobrovolnických hlídek přísně kontrolovat přístup k městu. Jako symbol vděčnosti místní zbudovali památník, který se dnes nachází na silnici mezi Rumou a Irigem, a to v místě, kde se nachází hranice katastru a kde pravděpodobně stály hlídky.
Různorodost místního obyvatelstva dokládá i existence římskokatolického kostela, který byl postaven na počátku 19. století.
V roce 1807 zde došlo k selskému povstání. O zhruba deset let později udělil místním řemeslníkům rakouský císař cechovní privilegia. V polovině 19. století se zaznamenala Ruma, stejně jako řada dalších měst v regionu Srem, příchod uprchlíků z Bosny a Hercegoviny, kteří se dali do pohybu po nepokojích a násilnostech. V Rumě se usadilo však jen několik jednotek až desítek osob. V 50. letech 19. století město zasáhlo také několik menších požárů, vyžádaly si však mrtvé a přinesly značné škody.
Železniční spojení má město od roku 1883. To, spolu s novým průmyslem, umožnilo jeho růst do podoby regionálního srbského maloměsta.
Dle posledního Rakousko-uherského sčítání lidu z roku 1910 bylo z celkového počtu obyvatel 12 148 celkem 6943 Němců, 3149 Srbů, 1152 Chorvatů a 537 Maďarů. Většina obyvatel se hlásila k Římskokatolické církvi, 3 tisíce k pravoslaví a 244 k judaismu. Rychlý růst na přelomu 19. a 20. století probíhal intenzivně, nicméně však krátce. Přerušila jej první světová válka. Její konec pro Rumu znamenal 4. listopad 1918, kdy do města vstoupily jednotky srbské armády. Dne 24. listopadu 1918 se v Rumě uskutečnilo národní zasedání, které odsouhlasilo připojení regionu Sremu ke Království Srbů, Chorvatů a Slovinců. Místo, kde se setkání odehrálo, připomíná od roku 1944 pamětní deska. Tento den si Ruma připomíná jako Den města. Město tak bylo později součástí Království Jugoslávie. 

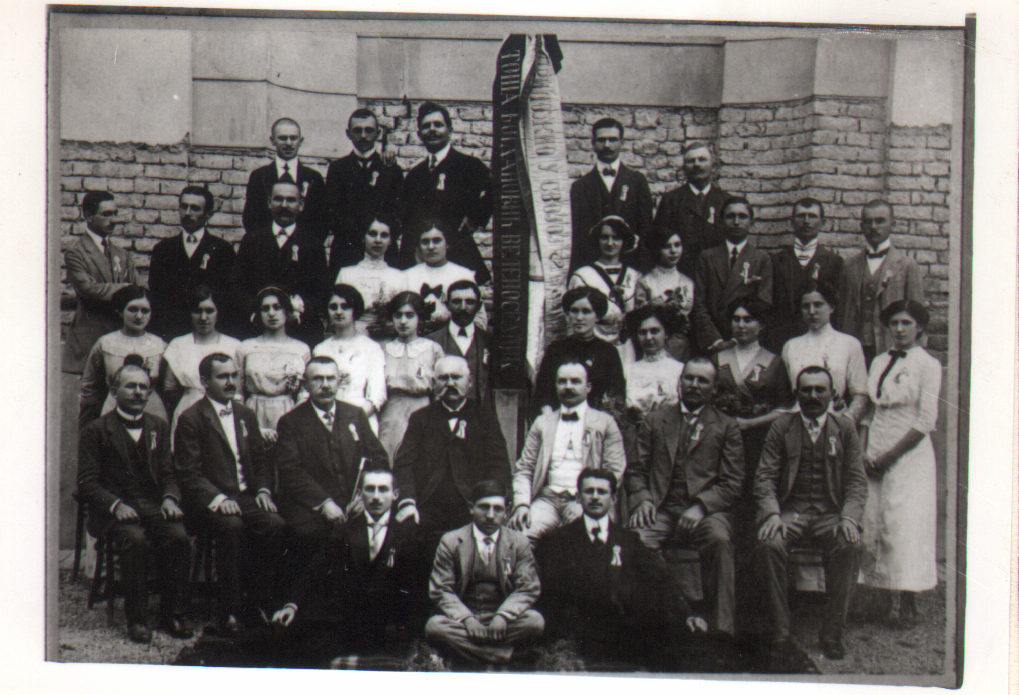
Srbská pěvecká společnost v Rumě v roce 1912

V meziválečné Jugoslávii se jednalo o město se smíšeným obyvatelstvem. Přítomna byla německá národnostní menšina, díky níž město ekonomicky prosperovalo i v období stagnace typické pro toto období. Množství Němců v Rumě překonávalo polovinu celého obyvatelstva (v roce 1936 cca 60 %). Podle sčítání lidu z roku 1921 byl podíl dalších národností následující: 28 % se přihlásilo k národnosti srbské, 11 % k chorvatské, jednotky procent potom k maďarské národnosti nebo k židovské. Již za Rakousko-Uherska docházelo nicméně k různým rozmíškám a konfliktům mezi zástupci jednotlivých skupin, především mezi Němci a Chorvaty. Ti a další národnostní skupiny zde měly řadu spolků, Chorvati např. Hrvatski sokol, Chorvatský dům (později Dům armády (srbochorvatsky Dom JNA).
Do druhé světové války se v blízkosti Rumy nacházelo vojenské letiště. Ruma nicméně z vniku jugoslávského království profitovala. Nový stát musel ustanovit klíčové dopravní tahy a tím bylo železniční spojení mezi Bělehradem a Záhřebem. Byla proto přebudována původní hlavní trať do Zemunu, která se nyní stala páteřní. V roce 1928 získala druhou kolej. Rozšířeno bylo i nádrží v Rumě.
Na počátku druhé světové války byla v Rumě přítomna jugoslávská armáda. Město se nakonec vzdalo německému vojsku bez boje 12. dubna 1941. Poté bylo stejně jako celý Srem až po město Zemun připojeno k fašistickému chorvatskému státu. Docházelo k četným provokacím a střetům mezi místním obyvatelstvem. Během různých akcí byl zastřeleno několik desítek obyvatel srbské národnosti. Jiní Srbové (kteří přišli v nedávné době) byli vyhnáni. Zničeny byly místní synagogy a slaveny byly narozeniny Adolfa Hitlera. Přibývalo postupně partyzánských akcí. Na začátku podzimu 1944 bylo bombardováno místní nádraží, nedlouho poté (i v souvislosti s postupem Rudé armády a partyzánského vojska padlo rozhodnutí o evakuaci místních Němců. Ti byli přemístěni nejdříve do Osijeku a poté dále do vnitrozemí. Vzhledem k událostem v době konfliktu byli zbylí Němci v závěru války vyhnáni. Několik stovek místních Němců nicméně odmítlo z města odejít, byli buď zastřeleni, nebo nahnáni do táborů.[zdroj?]
Rozsáhlé majetky po Němcích byly znárodněny a následně předány novým kolonistům, kteří se rozhodli Rumu dosídlit. Jugoslávský stát si na tomto principu vyzkoušel myšlenku expropriace majetku, kterou později uplatnil na celou národní ekonomiku. Noví obyvatelé Rumy byli z všech koutů Jugoslávie, hojně však byli zastoupeni chorvatští a bosenští Srbové, kteří vnímali šanci na lepší živobytí v úrodném kraji.
Po druhé světové válce bylo město modernizováno; přebudováno bylo jeho centrum, kde vznikly obytné bloky s byty a zároveň kulturní instituce. V 60. letech 20. století získala Ruma kanalizaci a vodovodní řad. Zdroj vody byl realizován v blízkosti Fišerovy salaše na jižním okraji města. Postavena byla také i vodárenská věž. V roce 1971 byla na místním mostě, který sloužil pro výměnu zajatců během druhé světové války, postaven Památník výměny (spomenik razmene).

## Obyvatelstvo
- 1948 – 14 001 obyvatel
- 1953 – 15 619 obyvatel
- 1961 – 19 446 obyvatel
- 1971 – 23 933 obyvatel
- 1981 – 27 699 obyvatel
- 1991 – 28 582 obyvatel
- 2002 – 32 229 obyvatel

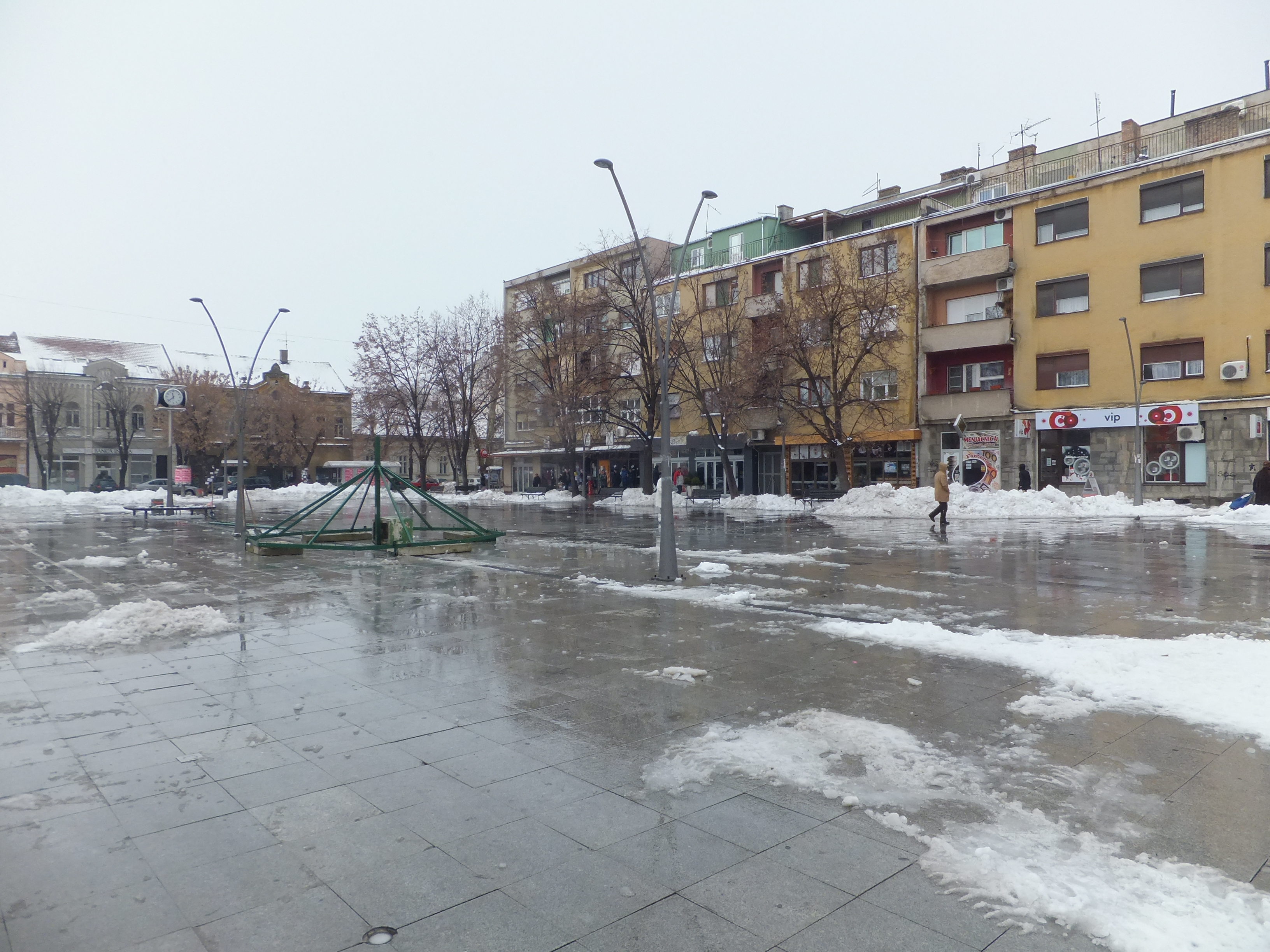
Hlavní náměstí

V roce 2002 se 86, 97 % obyvatel Rumy identifikovalo se srbskou národností, 3,18 % s chorvatskou, 2,19 % uvedly jugoslávskou a 1,12 % obyvatel se přihlásila k národnosti maďarské. Ostatní skupiny jsou zastoupeny méně než 1 %.

## Ekonomika
Obyvatelstvo je zaměstnáno jak v průmyslu, tak i zemědělství; podobně jako celá Vojvodina je i Ruma a její okolí oblastí významnou právě ze zemědělského hlediska. Pochází odtud varieta kukuřice s názvem Rumski zuban. Na jižních svazích nedalekého pohoří Fruška gora se nachází vinice, vyrábí se zde víno typu ryzlink (Iriški rizlink). Do rozpadu Jugoslávie se zde nacházely velké potravinářské podniky, např. Rumen, Rumes nebo Sloga.
Mimo jiné se zde nacházely i podniky na výrobu kožedělných výrobků a pneumatik (např. Rumaguma). Sídlí zde také dopravní společnosti Sremput a Rumatrans. Zaměstnávají několik stovek lidí.
Průmyslové zóny jsou umístěny v různých směrech okolo města. Největší z nich se nachází na jižním okraji Rumy.
V blízkosti města se nachází vojenský polygon Nikinci, kde se konají různá armádní cvičení.

## Doprava

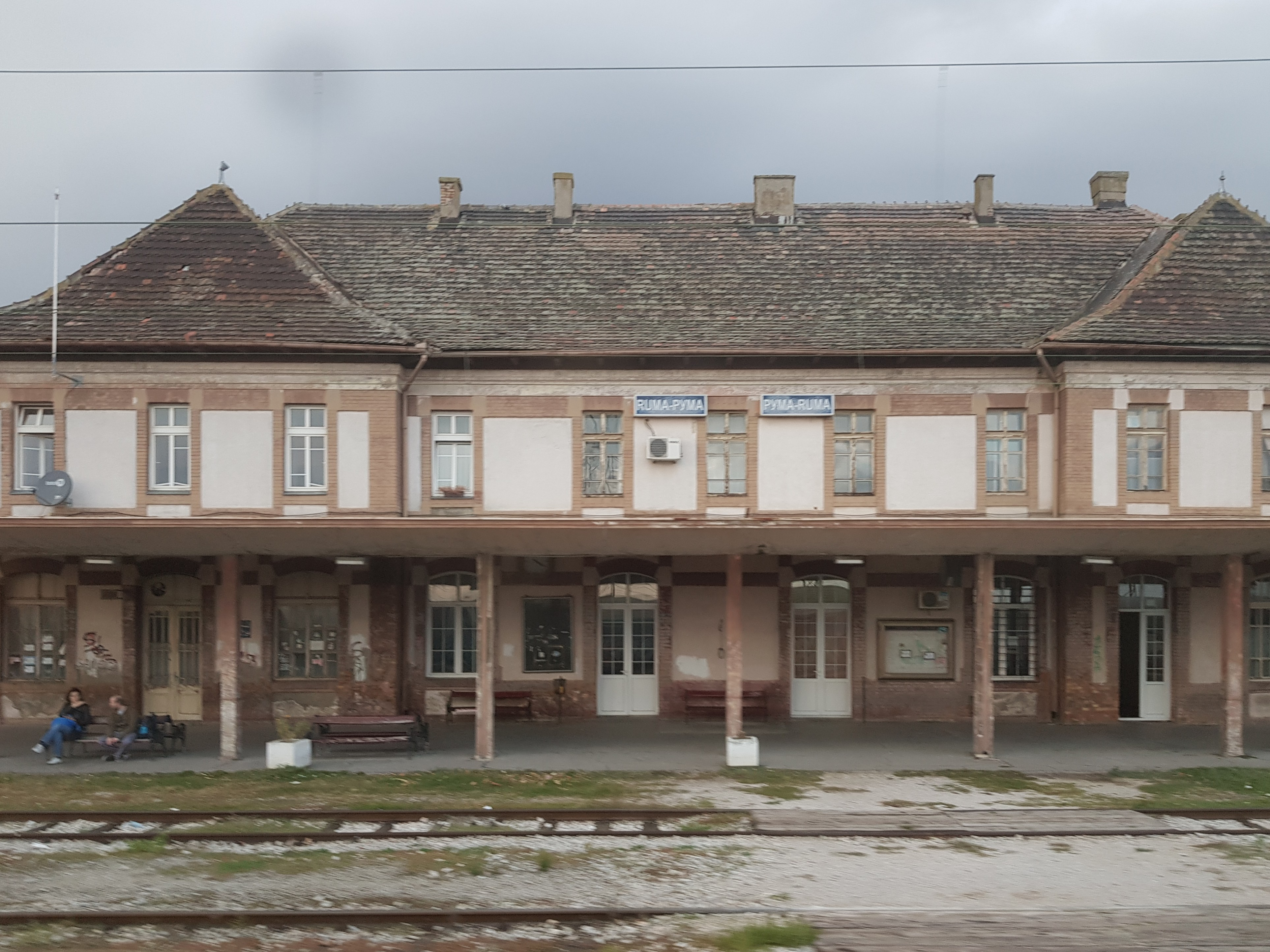
Hlavní nádraží

Jižně od města vede železniční trať Bělehrad–Záhřeb, která je elektrifikovaná. Z Rumy se odpojuje také místní železniční trať do Zvorníka v Bosně a Hercegovině. V minulosti z Rumy vedla také trať do obce Vrdnik v podhůří Frušky gory, se zrušením těžby v místním dole však byla zrušena a koleje sneseny. Původní železniční těleso se nachází západně od města. 
Ruma má jedno železniční nádraží, v jehož bezprostřední blízkosti stojí i autobusový terminál.
Ve stejném směru jako hlavní mezinárodní trať vede také dálnice A3 ze Záhřebu do Bělehradu. Severo-jižním směrem přes město Ruma prochází silnice č. 16 z Nového Sadu do Šabace.
Výhledově má být do Rumy vybudována dálnice z Nového Sadu přes pohoří Fruška gora, která by odlehčila přetížené[zdroj?] silnici celostátního významu, která vede přes Iriški Venac. Jedná se o tzv. Fruškogorský koridor. Jižně od něj by dálnice měla potom pokračovat do měst Loznica a Mali Zvornik. U Rumy by vznikla mimoúrovňová křižovatka.
V blízkosti města se nachází také přístavy v Šabaci a Sremské Mitrovici, odkud je náklad splavován po řece Sávě k Dunaji.

## Kultura

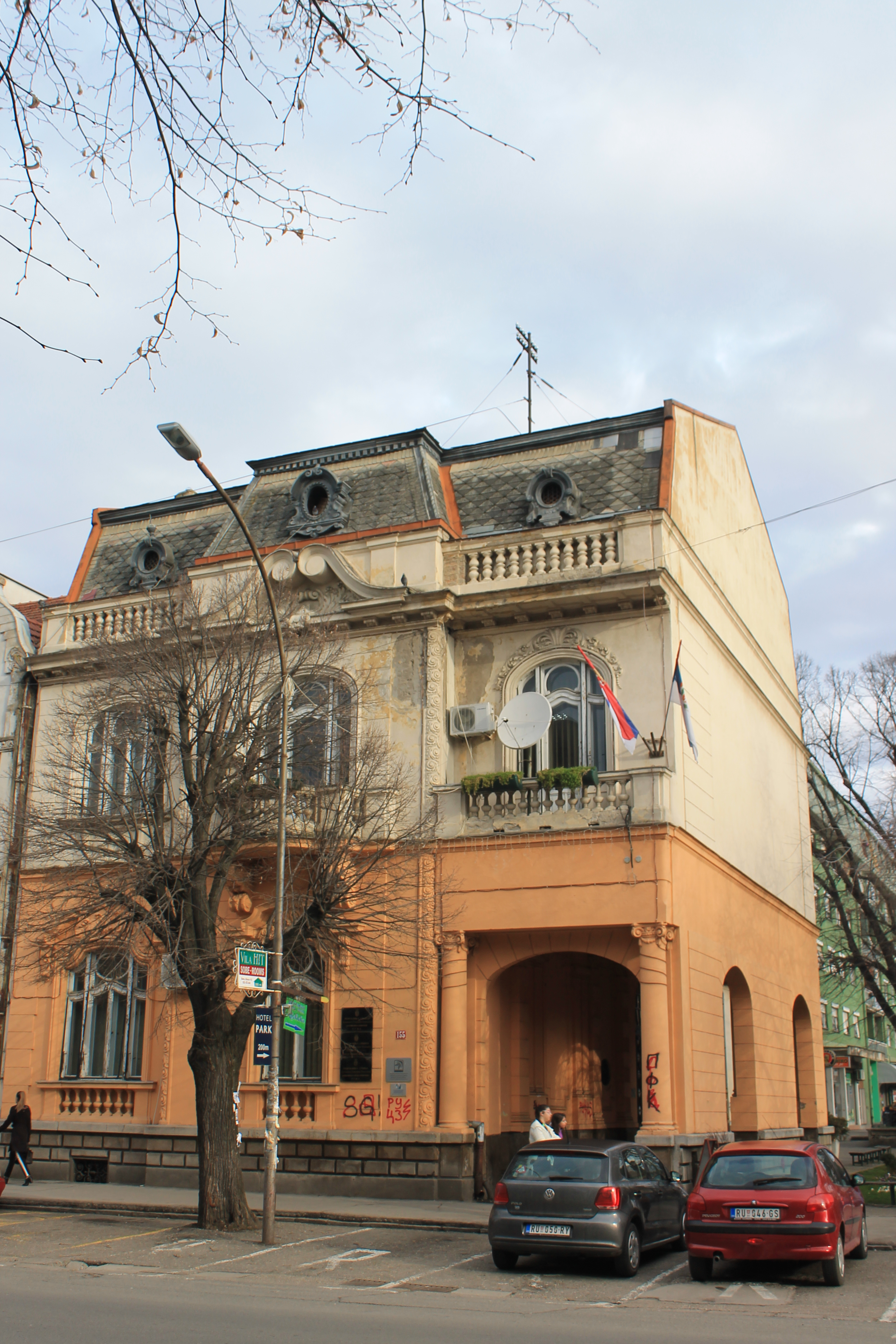
Secesní dům v centru města

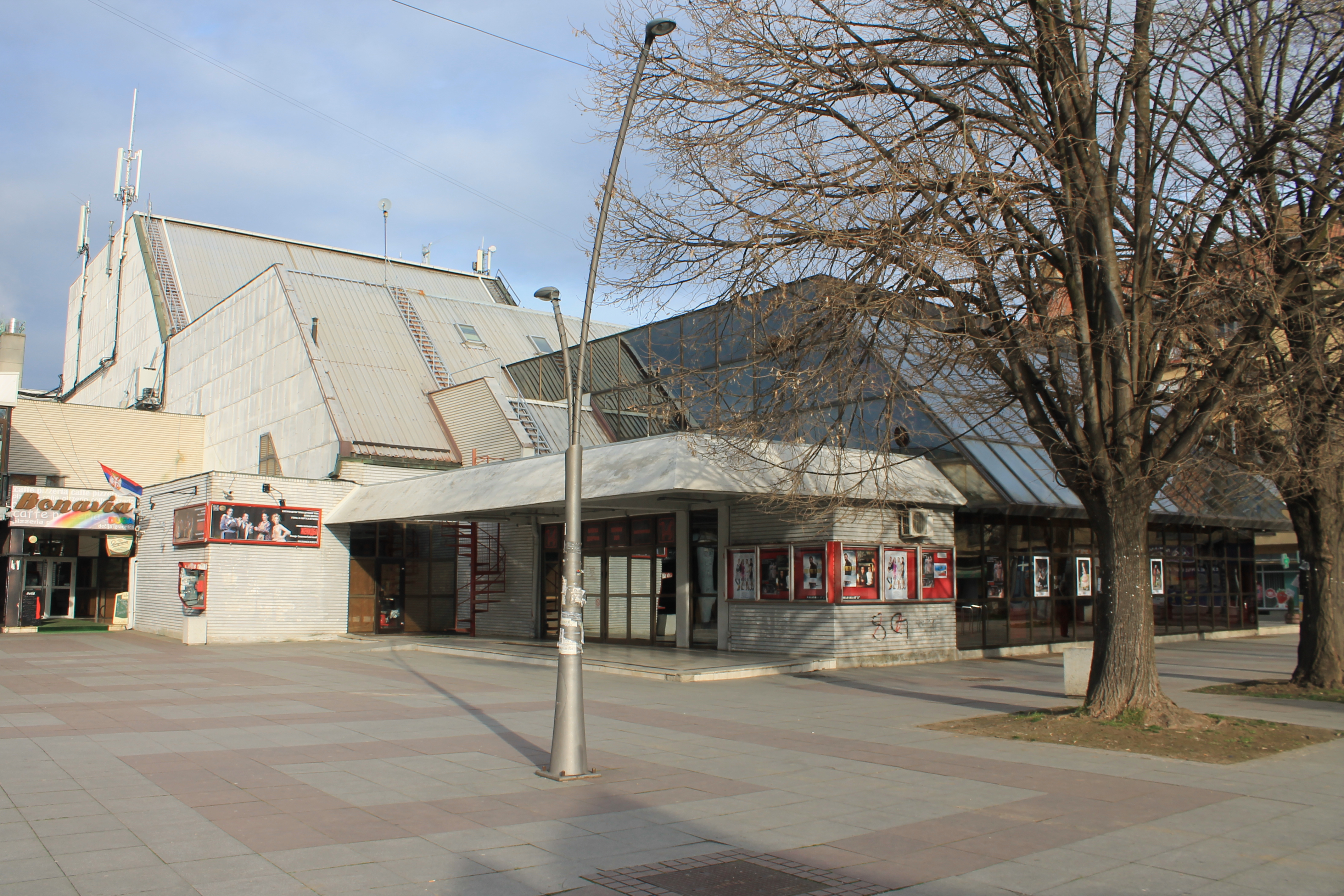
Kulturní centrum ve městě

V Rumě se nachází kulturní centrum, Regionální muzeum (srbsky Zavičajni muzej) s rozsáhlou historickou sbírkou, městské divadlo a městská knihovna. 

### Kulturní památky
Místní pravoslavné kostely jsou celkem tři: jeden je zasvěcen sv. Duchu, další sv. Mikulášovi a třetí nanebevzstoupení Páně. První financovali řečtí kupci. V rámci třetího uvedeného v minulosti fungovala také škola. Římskokatolický kostel nese název Povýšení svatého kříže (srbsky Uzvišenja svetog Krsta).
Mezi zajímavé dochované a památkově chráněné stavby patří Fišerova salaš nebo bývalý dům armády, který dříve sloužil také jako divadlo. Památkově chráněna je rovněž kalvárie na cestě k římskokatolickému hřbitovu, dům na adrese Železnička 46 a sousoší připomínající již zmíněné morové rány na konci 18. století.

## Školství

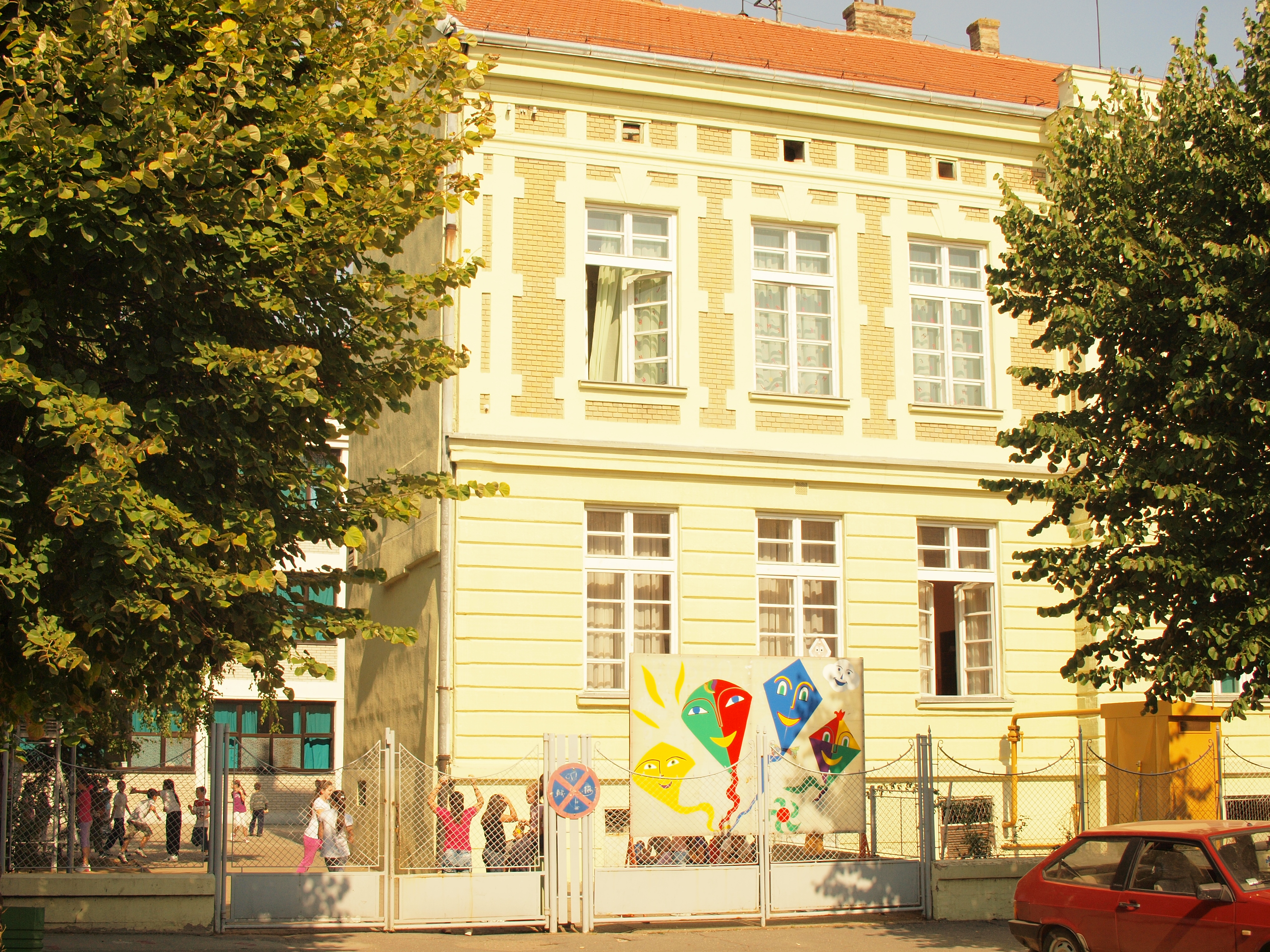
Základní škola J. J. Zmaje v Rumě

V Rumě se nachází čtyři základní školy, jedna z nich nese název známého spisovatele dětské literatury, Jovana Jovanoviće Zmaje. Jedna ze středních škol je gymnáziem. Stojí zde dále tři odborné školy a jedna škola zemědělská. 

## Známé osobnosti
- Marko Pejačević, zakladatel současného města
- Vasilije Pantelić, herec
- Dušan Radović, herec
- Aleksandar Berček, herec
- Antun Lombajer, překladatel knihy dějiny chirurgie do srbochorvatštiny
- Atanasije Stojković, spisovatel
- Atanasije Teodorović, první profesor Srbského lycea
- Borislav Bogdanović, malíř
- Dimitrije Matić, politik a advokát
- Žarko Miladinović, politik a ministr v meziválečné jugoslávské vládě
- Jovan Đuričić Biorac, obchodník a průmyslník
- Jovan Pantelić, malíř
- Jovan Radivojević, politik
- Konstantin Pantelić, malíř
- Pavle Vujović, profesor Bělehradské univerzity
- Radovan Košutić, filolog
- Stjepko Gut, hudebník
- Teodor Toša Andrejević, hudebník
- Slavko Mađer (nar. 1929), chorvatský spisovatel
- Paško Rakić (nar. 1933), americký lékař chorvatského původu
- Zlatko Portner (1962–2020), házenkář a trenér
- Dragan Šarac (nar. 1975), srbský fotbalista
- Milorad Popović (1979–2006), srbský fotbalista

## Partnerská města
- Bersenbrück, Německo[15]
- Arzamas, Rusko